# 下立売通

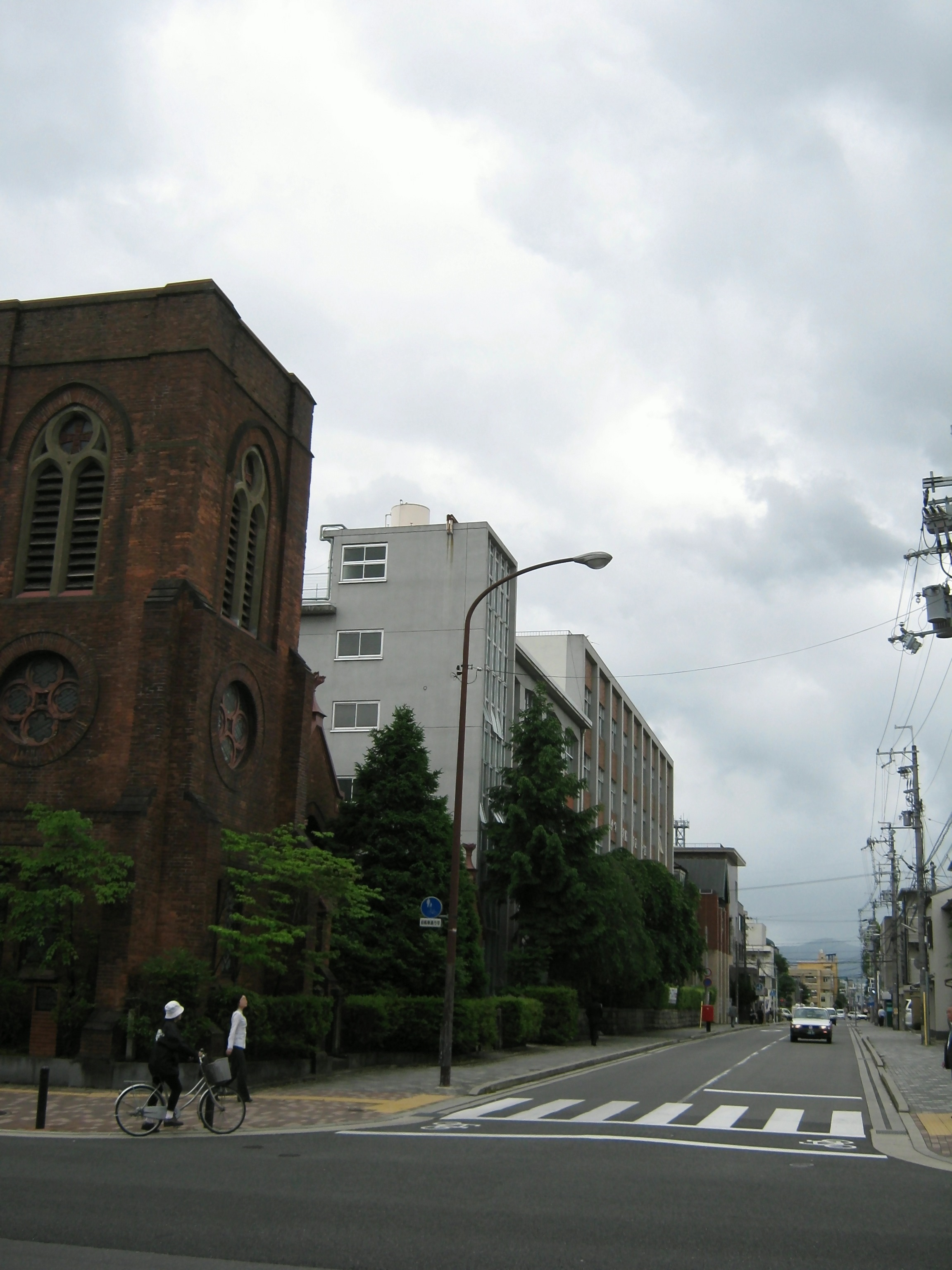
下立売通、左手の教会は聖アグネス教会

下立売通（しもだちうりどおり）は京都市内の東西の通りの一つ。東は京都御苑西縁の烏丸通から、右京区花園木辻南町で丸太町通に合流する。全長約3.3km。
烏丸通から堀川通の間は2車線、堀川通以西は一方通行の1車線の通りである。
沿道には、釜座通との交差点に京都府庁、紙屋川東入に通称達磨寺（法輪寺）、右京区花園に妙心寺、法金剛院などがある。
一本北に、御前通を東端として並行する妙心寺道を、後述のとおり上ノ下立売通（かみのしもだちうりどおり）、略称「かみのしもだち」とよぶことがあり、その対として並行する下立売通のこの区間を下ノ下立売通（しものしもだちうりどおり）、略称「しものしもだち」とよぶ。

## 歴史
一部は、平安京の勘解由小路（かげゆこうじ）にあたる。
豊臣・徳川期の御所周辺における公家町形成により、17世紀後期の『京羽二重』によれば、東は間之町通となっており、宝永5年（1708年）の「宝永の大火」の復興による公家屋敷地拡大によって閉塞した。宝暦12年（1762年）刊『京町鑑』は、東は烏丸通まで、西端を紙屋川と記す。
紙屋川以西については、大正期の京都市都市計画図において花園村花園字南町（現在の花園木辻南町）まで通じていることが記されている。
烏丸通と堀川通の間には、明治28年（1895年）から大正15年（1926年）まで、京都電気鉄道（のちに買収されて京都市電）路面電車が運転されていた。

## 上ノ下立売通
御前通から西で、一筋北を並行する通りである妙心寺道（みょうしんじみち）は、かつて下立売通と呼ばれていた。
この通りは寛永年間（1624年 - 1644年）の京都の実測図である『洛中絵図』にも記されており、御前通を東端とし、近世において京都を囲んだ御土居の西部に張り出す「御土居の袖」と呼ばれる部分を通り、洛外へと通じることを示している。
この通りは、烏丸通からの下立売通の北側に位置することから、上ノ下立売通（かみのしもだちうりどおり）とよばれ、昭和3年（1928年）に、旧名称「上ノ下立売通」から、新路線名「妙心寺道」に改称されたが、旧名称「上ノ下立売通」は、現在も公的な住所の表記にも用いられる。
現在の妙心寺道（上ノ下立売通）は東は御前通から西は府道花園停車場御室線まで。全長約1.9km。西大路通から妙心寺門前までは府道花園停車場大将軍線にあたる。
沿道には、紙屋川東入に弘誓寺、右京区花園に妙心寺、法金剛院などがある。
妙心寺道（上ノ下立売通）は、妙心寺正門前を通って法金剛院西側を南下、丸太町通と交差する地点までいったん進む。一旦ここで途切れ、新たに花園駅前から山陰本線南を沿うように作られた新道を進んで、天神川通の花園黒橋陸橋をくぐり、常盤方面へ抜けて右京区嵯峨瀬戸川町まで続いている。
この丸太町通との交差点での上ノ下立売通の途切れは、山陰本線の二条駅〜花園駅間複線高架化に伴い、それまで交差点を直進して踏切となっていた道路部分が盛土のために廃止されたことで、生じた。
かつて丸太町通が西大路通との交差点である西ノ京円町を西端としていた当時、この通りは右京区へ伸びる生活上重要な道路として活用されていた。しかし、ほぼ全区間、自動車同士のすれ違いに苦労するほど道幅が狭かったため、特に路線バスなどが通過する際に渋滞が発生することも多発。この状況の解消は1966年の丸太町通西延まで待たなければならなかった。
| 京都市内の東西の通り               | 京都市内の東西の通り               | 京都市内の東西の通り |
| ---------------------------------- | ---------------------------------- | -------------------- |
| 西は または右京区嵯峨瀬戸川町 まで | 北隣の通り：仁和寺街道             | 東は 御前通 まで     |
| 西は または右京区嵯峨瀬戸川町 まで | 妙心寺道（上ノ下立売通）           | 東は 御前通 まで     |
| 西は または右京区嵯峨瀬戸川町 まで | 南隣の通り：下ノ下立売通, 丸太町通 | 東は 御前通 まで     |

## 沿道の主な施設
- 京都御苑
- 平安女学院中学校・高等学校
- 文化庁
- 京都府庁
- 法輪寺（だるま寺）
- 京都上労働基準監督署
- 花園中学校・高等学校
- 妙心寺
- 法金剛院
- JR山陰本線 - 花園駅
- 京都府立嵯峨野高等学校
- JR山陰本線 - 嵯峨嵐山駅